# Liste des cavités naturelles les plus longues des Pyrénées-Orientales
La liste des cavités naturelles les plus longues des Pyrénées-Orientales recense, sous forme de tableau(x), les cavités souterraines naturelles connues dans ce département français, dont le développement est supérieur ou égal à deux cents mètres.
La communauté spéléologique considère qu'une cavité souterraine naturelle n'existe vraiment qu'à partir du moment où elle est « inventée » c'est-à-dire découverte (ou redécouverte), inventoriée, topographiée et publiée. Bien sûr, la réalité physique d'une cavité naturelle est la plupart du temps bien antérieure à sa découverte par l'homme ; cependant tant qu'elle n'est pas explorée, mesurée et révélée, la cavité naturelle n'appartient pas au domaine de la connaissance partagée.
La liste spéléométrique des 39 plus longues cavités naturelles des Pyrénées-Orientales (≥ deux cents mètres) est actualisée à fin décembre 2019.
La plus longue cavité souterraine naturelle répertoriée dans le département des Pyrénées-Orientales est « le réseau de Lachambre », sur la commune de Ria-Sirach (cf. ligne 1 du tableau ci-dessous).
| \| Histogramme de la répartition des plus longues cavités naturelles des Pyrénées-Orientales par classe de développement -- Les 39 cavités citées fin 2019 sont réparties en 4 classes de développement -- \| \| \| \| \| \| \| \| \| \| \| \| \| \| \| classe I >= 5 000 m 5 cavité[s] \| classe II >= 2 000 m et < 5 000 m 4 cavités \| classe III >= 1 500 m et < 2 000 m 1 cavités \| classe IV >= 200 m et < 1 500 m 29 cavités \| \| |                                 |                                             |                                              |                                            |  |
| Le graphique qui aurait dû être présenté ici ne peut pas être affiché car il utilise l'ancienne extension Graph, désactivée pour des questions de sécurité. Des indications pour créer un nouveau graphique avec la nouvelle extension Chart sont disponibles ici . |                                 |                                             |                                              |                                            |  |
| Histogramme de la répartition des plus longues cavités naturelles des Pyrénées-Orientales par classe de développement -- Les 39 cavités citées fin 2019 sont réparties en 4 classes de développement -- |                                 |                                             |                                              |                                            |  |
| |                                 |                                             |                                              |                                            |  |
| | classe I >= 5 000 m 5 cavité[s] | classe II >= 2 000 m et < 5 000 m 4 cavités | classe III >= 1 500 m et < 2 000 m 1 cavités | classe IV >= 200 m et < 1 500 m 29 cavités |  |

## Cavités des Pyrénées-Orientales (France) de développement supérieur à5 000 mètres
5 cavités sont recensées dans cette « classe I » au 31 décembre 2019.
| Réf. | Cavité (autres noms)          | Commune                        | Massif ou zone | Coordonnées (WGS 84)        | Développe. (mètres) | Dénivel. (mètres) | Sources ou références                                                | Mise à jour |
| ---- | ----------------------------- | ------------------------------ | -------------- | --------------------------- | ------------------- | ----------------- | -------------------------------------------------------------------- | ----------- |
| 1    | Réseau Lachambre              | Ria-Sirach                     | Conflent       | 42° 36′ 00″ N, 2° 22′ 57″ E | +026 820, m         | +0074, m          | Cova Lachambre, la cova mes gran de Catalunya & docs.gestionaweb.    | 2019-01     |
| 2    | Réseau de Fuilla - Canalettes | Fuilla & Corneilla-de-Conflent | Conflent       | 42° 34′ 58″ N, 2° 22′ 13″ E | +026 500, m         | +0079, m          | Cova Fullà-Canaletes, la cova més gran de catalunya & Spelunca n°114 | 2019-01     |
| 3    | Grotte d'En Gorner            | Villefranche-de-Conflent       | Conflent       | 42° 35′ 57″ N, 2° 22′ 39″ E | +020 100, m         | +0042, m          | Cova d'En Gorner, la gran cova activa & plongeesout.com              | 2019-01     |
| 4    | Réseau Fanges - Paradet       | Caudiès-de-Fenouillèdes        | Fenouillèdes   | 42° 49′ 41″ N, 2° 20′ 39″ E | +019 633, m         | +0302, m          | Spéléoc n°24                                                         | 2017-04     |
| 5    | Grotte de Fontrabiouse        | Fontrabiouse                   | Capcir         | 42° 38′ 04″ N, 2° 05′ 47″ E | +012 000, m         | +0060, m          | Spéléométrie de la France                                            | 2000-00     |

## Cavités des Pyrénées-Orientales (France) de développement compris entre2 000 mètreset4 999 mètres
4 cavités sont recensées dans cette « classe II » au 7 janvier 2024.
| Réf. | Cavité (autres noms) | Commune             | Massif ou zone | Coordonnées (WGS 84)        | Développe. (mètres) | Dénivel. (mètres) | Sources ou références                         | Mise à jour |
| ---- | -------------------- | ------------------- | -------------- | --------------------------- | ------------------- | ----------------- | --------------------------------------------- | ----------- |
| 6    | Font Estramar        | Salses-le-Château   | Corbières      | 42° 51′ 33″ N, 2° 57′ 31″ E | +002 900, m         | +0312, m          | Spéléométrie de la France                     | 2024-01     |
| 7    | Réseau Vida - Tripa  | Ria-Sirach          | Conflent       | 42° 35′ 36″ N, 2° 22′ 26″ E | +002 710, m         | +0000, m          | Cova Lachambre, la cova mes gran de Catalunya | 2019-01     |
| 8    | Trou qui Aspire      | Fontrabiouse        | Capcir         | 42° 38′ 24″ N, 2° 03′ 04″ E | +002 326, m         | +0310, m          | QPST 1997                                     | 2019-01     |
| 9    | Grotte de Montou     | Corbère-les-Cabanes | Aspres         | 42° 39′ 10″ N, 2° 40′ 48″ E | +002 300, m         | +0060, m          | Donnée GEODE                                  | 2019-07     |

## Cavités des Pyrénées-Orientales (France) de développement compris entre1 500 mètreset1 999 mètres
1 cavité est recensée dans cette « classe III » au 31 décembre 2019.
| Réf. | Cavité (autres noms)          | Commune                  | Massif ou zone | Coordonnées (WGS 84)        | Développe. (mètres) | Dénivel. (mètres) | Sources ou références | Mise à jour |
| ---- | ----------------------------- | ------------------------ | -------------- | --------------------------- | ------------------- | ----------------- | --------------------- | ----------- |
| 10   | Grotte du Gué - Grotte Xatard | Prats de Mollo-la Preste | Vallespir      | 42° 24′ 25″ N, 2° 24′ 23″ E | +001 500, m         | +0000, m          | Donnée ESR            | 2019-07     |

## Cavités des Pyrénées-Orientales (France) de développement compris entre200 mètreset1 499 mètres
29 cavités sont recensées dans cette « classe IV » au 31 décembre 2019.
| Réf. | Cavité (autres noms)                | Commune                  | Massif ou zone | Coordonnées (WGS 84)        | Développe. (mètres) | Dénivel. (mètres) | Sources ou références                         | Mise à jour |
| ---- | ----------------------------------- | ------------------------ | -------------- | --------------------------- | ------------------- | ----------------- | --------------------------------------------- | ----------- |
| 11   | Grotte des Puces                    | Corneilla-de-Conflent    | Conflent       | 42° 34′ 58″ N, 2° 22′ 19″ E | +001 475, m         | +0000, m          | Cova Lachambre, la cova mes gran de Catalunya | 2019-01     |
| 12   | Grotte de Sirach                    | Ria-Sirach               | Conflent       | 42° 35′ 55″ N, 2° 24′ 19″ E | +001 350, m         | +0000, m          | Cova Lachambre, la cova mes gran de Catalunya | 2019-01     |
| 13   | Grotte de la Vieille Gare           | Corneilla-de-Conflent    | Conflent       | 42° 35′ 11″ N, 2° 22′ 14″ E | +001 030, m         | +0000, m          | Cova Lachambre, la cova mes gran de Catalunya | 2019-01     |
| 14   | Aven de la Vache                    | Caudiès-de-Fenouillèdes  | Fenouillèdes   | 42° 50′ 24″ N, 2° 22′ 16″ E | +000935, m          | +0275, m          | Fiche                                         | 2000-00     |
| 15   | Aven Laure & Aven Tura              | Caudiès-de-Fenouillèdes  | Fenouillèdes   | 42° 50′ 00″ N, 2° 21′ 27″ E | +000697, m          | +0198, m          | QPST 1982 & speleo-caf-2017.org               | 2019-01     |
| 16   | Puits de l'Ours                     | Caudiès-de-Fenouillèdes  | Fenouillèdes   |                             | +000714, m          | +0289, m          | Karstologia n°40                              | 2000-00     |
| 17   | Grotte de la Marie-Jeanne           | Saint-Paul-de-Fenouillet | Fenouillèdes   | 42° 50′ 13″ N, 2° 28′ 53″ E | +000700, m          | +0000, m          | Spéléométrie de la France                     | 2000-00     |
| 18   | Grotte de Saint-Christophe          | Ria-Sirach               | Conflent       |                             | +000636, m          | +0000, m          | Spéléométrie de la France                     | 2000-00     |
| 19   | Aven des Nymphomanes                | Caudiès-de-Fenouillèdes  | Fenouillèdes   | 42° 50′ 32″ N, 2° 22′ 15″ E | +000600, m          | +0110, m          | Spéléométrie de la France                     | 2000-00     |
| 20   | Réseau des Anarchistes              | Saint-Paul-de-Fenouillet | Fenouillèdes   | 42° 50′ 04″ N, 2° 28′ 39″ E | +000571, m          | +0163, m          | Données TES                                   | 2000-00     |
| 21   | Rivière Souterraine du Bousquet     | Mosset                   | Conflent       | 42° 40′ 42″ N, 2° 17′ 56″ E | +000544, m          | +0026, m          | Donnée TES                                    | 2019-07     |
| 22   | Grotte des Jeunes                   | Caudiès-de-Fenouillèdes  | Fenouillèdes   | 42° 50′ 22″ N, 2° 21′ 14″ E | +000500, m          | +0090, m          | Spéléométrie de la France                     | 2000-00     |
| 23   | Grotte du Faubourg                  | Fuilla                   | Conflent       | 42° 35′ 09″ N, 2° 21′ 33″ E | +000490, m          | +0025, m          | Spelunca n°129                                | 2000-00     |
| 24   | Grotte du Paradet n° 2              | Prugnanes                | Fenouillèdes   | 42° 50′ 24″ N, 2° 25′ 12″ E | +000450, m          | +0070, m          | Spéléométrie de la France                     | 2000-00     |
| 25   | Grotte de Sylvie n° 2               | Ria-Sirach               | Conflent       |                             | +000400, m          | +0000, m          | Cova Lachambre, la cova mes gran de Catalunya | 2019-01     |
| 26   | Aven-grotte du Col Saint-Louis      | Caudiès-de-Fenouillèdes  | Fenouillèdes   |                             | +000265, m          | +0082, m          | Spéléométrie de la France                     | 2000-00     |
| 27   | Grotte des Ours                     | Caudiès-de-Fenouillèdes  | Conflent       | 42° 47′ 58″ N, 2° 22′ 58″ E | +000250, m          | +0000, m          | Spéléométrie de la France                     | 2000-00     |
| 28   | Grotte de la Carrière               | Ria-Sirach               | Conflent       |                             | +000243, m          | +0000, m          | Cova Lachambre, la cova mes gran de Catalunya | 2019-01     |
| 29   | Grotte de la Trémoine               | Latour-de-France         | Fenouillèdes   | 42° 46′ 31″ N, 2° 36′ 35″ E | +000234, m          | +0000, m          | Spéléométrie de la France                     | 2000-00     |
| 30   | Grotte-aven de la coume dels Adoutx | Caudiès-de-Fenouillèdes  | Fenouillèdes   |                             | +000231, m          | +0000, m          | Spéléométrie de la France                     | 2000-00     |
| 31   | Aven Vidal                          | Prugnanes                | Fenouillèdes   | 42° 50′ 06″ N, 2° 26′ 14″ E | +000225, m          | +0195, m          | Fiche                                         | 2000-00     |
| 32   | Barrenc de la Pipe                  | Prugnanes                | Fenouillèdes   | 42° 49′ 39″ N, 2° 25′ 14″ E | +000200, m          | +0110, m          | Spéléométrie de la France                     | 2000-00     |
| 33   | Grotte de la Madeleine              | Saint-Paul-de-Fenouillet | Fenouillèdes   | 42° 50′ 12″ N, 2° 28′ 50″ E | +000200, m          | +0000, m          | Spéléométrie de la France                     | 2000-00     |
| 34   | Grotte des Ambulla                  | Corneilla-de-Conflent    | Conflent       | 42° 34′ 41″ N, 2° 23′ 06″ E | +000200, m          | +0000, m          | Spéléométrie de la France                     | 2000-00     |
| 35   | Grotte de la Carrière               | Corneilla-de-Conflent    | Conflent       | 42° 35′ 39″ N, 2° 22′ 28″ E | +000200, m          | +0000, m          | Spéléométrie de la France                     | 2000-00     |
| 36   | Barrenc du Trau del Boug            | Opoul-Périllos           | Corbières      | 42° 53′ 03″ N, 2° 50′ 44″ E | +000200, m          | +0000, m          | Spéléométrie de la France                     | 2000-00     |
| 37   | Grand barrenc de Périllos           | Opoul-Périllos           | Corbières      | 42° 53′ 41″ N, 2° 52′ 02″ E | +000200, m          | +0120, m          | Spéléométrie de la France                     | 2000-00     |
| 38   | Grotte du Clos Marie                | Villefranche-de-Conflent | Conflent       | 42° 35′ 42″ N, 2° 22′ 08″ E | +000200, m          | +0000, m          | Spéléométrie de la France                     | 2000-00     |
| 39   | Aven Fermé de Latour-de-France      | Latour-de-France         | Fenouillèdes   | 42° 46′ 33″ N, 2° 39′ 22″ E | +000200, m          | +0130, m          | Speleo-club-roussillon                        | 2000-00     |